# George Campbell (6e duc d'Argyll)
Pour les articles homonymes, voir George Campbell et Campbell.
George William Campbell, 6e duc d'Argyll (22 septembre 1768 - 22 octobre 1839) est un homme politique écossais whig.

## Biographie
Il est le fils aîné de John Campbell (5e duc d'Argyll) et de sa femme, Elizabeth Gunning, fille du colonel John Gunning.
Il siège en tant que député pour St-Germans de 1790 à 1796. En 1806, il succède à son père comme duc et entre à la Chambre des lords. Il est gardien des grands sceaux d'Écosse de 1827 à 1828 et de 1830 à 1839. En 1833, il est admis au Conseil privé et nommé Lord-intendant dans l'administration whig, dirigé par Lord Grey, poste qu'il conserve lorsque Lord Melbourne devient Premier ministre en juillet 1834. Les Whigs quittent le pouvoir en novembre 1834 mais reprennent leurs fonctions en avril 1835, et il redevient Lord intendant sous Melbourne. Il occupe ce poste jusqu'à sa mort en 1839. Il est également Lord Lieutenant du Argyllshire de 1799 à 1839.

## Famille
Il épouse le 29 novembre 1810 à Édimbourg, Caroline Elizabeth Villiers, fille de George Villiers (4e comte de Jersey), à Édimbourg. Elle est l'ex-épouse de l'ami d'Argyll Henry Paget, 1er marquis d'Anglesey. Ils n'ont pas d'enfants. Il meurt en octobre 1839, à l'âge de 71 ans au château d'Inveraray, dans l'Argyllshire, et est inhumé le 10 novembre 1839 à l'église paroissiale de Kilmun, à Kilmun, Cowal. Son frère, Lord John Campbell (7e duc d'Argyll), lui succède dans ses titres.